# Sven Jablonski
Sven Jablonski (* 13. April 1990) ist ein deutscher Fußballschiedsrichter. Er pfeift für den Blumenthaler SV.

## Karriere
Jablonski ist seit 2003 Schiedsrichter. Ab dem Jahre 2008 pfiff er Spiele der Oberliga sowie der A- und B-Junioren-Bundesliga. Ab der Saison 2009/10 wurde Jablonski bei Spielen der Regionalligen eingesetzt, zur Saison 2011/12 stieg er in die 3. Fußball-Liga auf. Sein erstes Spiel auf Profiebene war die Drittligabegegnung des VfR Aalen gegen den SV Wehen Wiesbaden am 13. August 2011. Nach drei Jahren wurde Jablonski zur Saison 2014/15 als Zweitligaschiedsrichter nominiert, sein erstes Spiel leitete er am 4. Spieltag mit der Partie FSV Frankfurt gegen RB Leipzig. Zur Saison 2017/18 wurde Jablonski vom DFB als einer von vier neuen Schiedsrichtern für die Fußball-Bundesliga nominiert. Die erste Partie unter seiner Leitung in der höchsten deutschen Spielklasse war die Begegnung Bayer 04 Leverkusen gegen den SC Freiburg am 17. September 2017.

### FIFA
Seit dem 1. Januar 2022 ist Jablonski auf die FIFA-Liste aufgerückt. Zuvor war der Bremen-Blumenthaler bereits mehrfach international unterwegs gewesen, unter anderem als 4. Offizieller in der UEFA Champions League oder bei Länderspielen.
Jablonski wurde als Schiedsrichter bei der U19-Europameisterschaft 2023 in Malta eingesetzt. Dort leitete er drei Spiele, darunter das Finale zwischen Portugal und Italien (0:1).
Seit der Saison 2024/25 ist Jablonski UEFA-First-Category-Schiedsrichter und darf auch Spiele in der UEFA Europa League leiten. Seinen ersten Einsatz in der zweithöchsten europäischen Spielklasse hatte er mit der Partie Glasgow Rangers gegen Olympique Lyon (1:4) am 3. Oktober 2024.

## Privates und Sonstiges
Sven Jablonskis Vater Jörg war ebenfalls Schiedsrichter und Linienrichter und in letzterer Funktion am Phantomtor der Saison 1993/94 beteiligt.
Jablonski wohnt in Bremen und ist ausgebildeter Bankkaufmann.

## Dokumentation
- Unparteiisch – Deutschlands Elite-Schiedsrichter (NDR), Folge 4 "Derby", ca. 25 Min, 12. September 2023[10]
- Referee Mic'd Up - Der Klassiker so nah wie noch nie! (Sport1) auf YouTube, ca. 12 Min., 7. Dezember 2024[11]